# جیمز کار
جیمز کار (به انگلیسی: Jim Carr؛ ۱۱ اکتبر ۱۹۵۱ – ۱۲ دسامبر ۲۰۲۲) سیاست‌مدار اهل کانادا و رئیس کمیته دائمی امنیت عمومی و امنیت ملی مجلس عوام کانادا بود.

## زندگی شخصی و مرگ
کار یک یهودی مذهب بود. او از نوادگان مهاجران یهودی بود که در سال ۱۹۰۶ از روسیه وارد شدند. او بلوغ خود را در مراسم 
بر میتصوا و بت میتصوا در سال ۱۹۶۴ جشن گرفت.
در ۲۵ اکتبر ۲۰۱۹، کار بیانیه‌ای صادر کرد مبنی بر اینکه با علائمی شبیه به آنفولانزا در طول کمپین مواجه شده، آزمایش‌های خون بلافاصله پس از آن نشان دادند که او مبتلا به مولتیپل میلوما شده است. او گفت که شیمی درمانی و درمان دیالیز را در حالی‌که در مجلس عوام باقی خواهد ماند ادامه می‌دهد. کار در ۱۲ دسامبر ۲۰۲۲ در خانه خود در وینیپگ پس از یک مبارزه طولانی با سرطان خون درگذشت. او ۷۱ سال داشت.